# ピエタと聖人たちの携帯祭壇画
『ピエタと聖人たちの携帯祭壇画』（ピエタとせいじんたちのけいたいさいだんが、伊: Tabernacolo portatile con la Pietà, scene di santi e martiri、英: Portable Altarpiece with “Pietà” and Saints）は、イタリア・バロック絵画のボローニャ派の巨匠アンニーバレ・カラッチが1603年にキャンバス上に油彩で制作した個人礼拝用の絵画である。ファルネーゼ宮殿 (ローマ) のフレスコ画『神々の愛』同様、オドアルド・ファルネーゼ枢機卿により委嘱された。現在、ローマのバルベリーニ宮国立古典絵画に所蔵されている。

## 帰属
上記のように、この作品は元来、オドアルド・ファルネーゼ枢機卿が所有していたもので、1619年のファルネーゼ家の目録にアンニーバレ・カラッチの作品として記載されている。アンニーバレへの帰属は疑問視されなかったが、1956年に様式的理由によってカラッチの工房、とりわけインノチェンツォ・タッコーニ (Innocenzo Tacconi) の手に帰された。とはいえ、パリのルーヴル美術館にある素描にもとづき、全体の意匠はアンニーバレに帰属されていた。
最近では、記録文書の研究により、本作がファルネーゼ枢機卿から直接アンニーバレに委嘱されたことがわかっている。委嘱されたのは1603年で、枢機卿がイングランド王としての継承権を放棄した年にあたるが、この委嘱の重要性からアンニーバレへの帰属は否定しにくい。中央パネルのピエタの高い質、および中央パネルとほかの多くのアンニーバレのピエタ作品との比較により、中央パネルの制作はアンニーバレの手になると考えられる。しかし、アンニーバレが両翼パネルの制作を弟子たち (インノチェンツォ・タッコーニ、またはアントニオ・カラッチ) に委ねた可能性はある。両翼パネルの制作は、細部においてやや異なっているからである。

## 作品

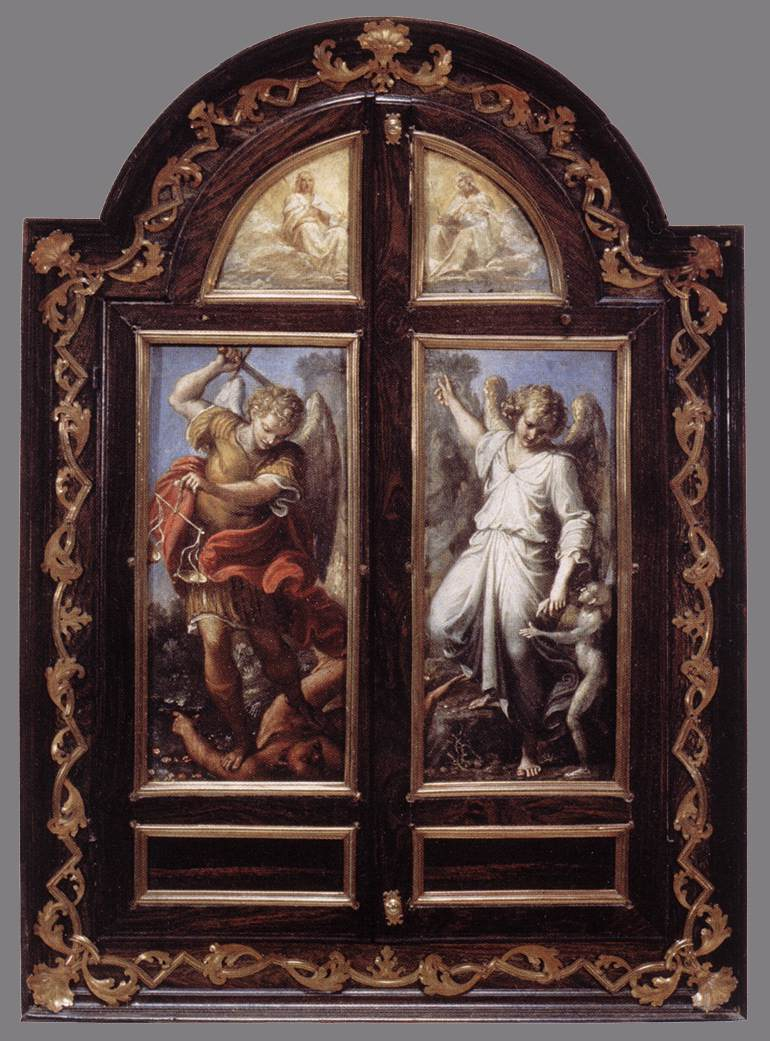
両翼パネルの外側 (作品が閉じられた状態)

ピエタを表す中央パネルには、登場人物たちが扇状に配置されている。赤い衣を身に着けたマグダラのマリアは立っている。福音記者ヨハネは聖母マリアを支えるために身をかがめているが、マリアはすでに意識を失っている状態である。イエス・キリストは息絶えているにもかかわらず、その身体はまだ整合性を保っている。しかし、アンニーバレのピエタ作品としては珍しく、キリストの遺体は曲がったポーズをしている。作品には激しい悲嘆の表現が見られる。マリアは通常とは異なり座っておらず、息子キリストの隣に横たわっている。慰めようのない天使たちは鑑賞者に対して苦悶を表しているが、そのうちの1人は茨の冠を指差し、鑑賞者にイエスの受難を想起させている。
両翼パネル内側には聖チェチリア (左) と聖ヘルメネギルド (右) が表され、その下には彼らの殉教の場面が描かれている。パネルの外側の上部にはイエスと父なる神が表され、下部には大天使ミカエル (左) と守護天使 (右) がそれぞれ描かれている。